# Stazione di Ikegami

Vista della pagoda a cinque livelli del tempio Ikegami Honmon-ji

La stazione di Ikegami (池上駅?, Ikegami-eki) è una stazione ferroviaria di Tokyo che si trova a Ōta ed è servita dalla linea ● Ikegami delle Ferrovie Tōkyū. Nelle vicinanze si trova in tempio Ikegami Honmon-ji.

## Linee
Tōkyū Corporation
● Linea Tōkyū Ikegami

## Struttura
La stazione, è costituita da due binari passanti con due marciapiedi laterali.
| 1 | ● Linea Tōkyū Ikegami |  | per Kamata              |
| 2 | ● Linea Tōkyū Ikegami |  | per Hatanodai e Gotanda |

## Stazioni adiacenti
| «                   | Servizio            | »                   |
| Linea Tōkyū Ikegami | Linea Tōkyū Ikegami | Linea Tōkyū Ikegami |
| ------------------- | ------------------- | ------------------- |
| Chidorichō          | Locale              | Hasunuma            |